# Most metroja Zlati rog
Most metroja Zlati rog (turško Haliç Metro Köprüsü) je most s poševnimi zategami, ki nosi linijo M2 carigrajske podzemne železnice čez Zlati rog v Carigradu v Turčiji. Povezuje Karaköy in Küçükpazarı na evropski strani Carigrada. Stoji med Galatskim in Atatürkovim mostom, približno 200 m vzhodno od slednjega. Je četrti most čez Zlati rog, obratovati je začel 15. februarja 2014.
Most omogoča neposredno povezavo med postajo podzemne železnice Hacıosman v okrožju Sarıyer (na severnem koncu proge M2) in prometnim vozliščem Yenikapı v okrožju Fatih (na južnem koncu proge M2).

## Projekt
Ideja o mostu je bila prvič predstavljena leta 1952, vendar je zares zaživela šele v obdobju, ko je bil župan Carigrada Kadir Topbaş (županoval 2004–17).
Potem ko je mestni odbor za spomeniško varstvo odobril novo progo podzemne železnice in so bili z njo povezani predori dokončani, je metropolitanska občina objavila razpis za gradnjo mostu. Do leta 2005 je bilo na spomeniško varstvo predloženih skupaj 21 predlogov, vendar se noben ni dovolj skladal z mestno panoramo. Tudi uspešna zasnova arhitekta Hakana Kırana je veljala za sporno.
Potem ko je UNESCO zagrozil, da bo Carigrad črtal s svojega seznama svetovne dediščine, je bila novembra 2009 predlagana višina pilonov zmanjšana s predvidenih 82 m na 65 m. Najvišja višina kablov je bil prav tako zmanjšana s 63 na 55 m, nato pa leta 2011 znižana še dlje na 47 m. Ta revidirana zasnova je bila odobrena februarja 2012.
Idejno zasnovo mostu je izdelal francoski inženir in specialist za mostove Michel Virlogeux, ki je zasnoval tudi Most Yavuza Sultana Selima, tretji bosporski most čez Bosporsko ožino. Turški arhitekt Hakan Kıran je bil odgovoren za arhitekturno zasnovo in je služil kot nadzornik gradnje. Konstrukcijsko inženirsko delo za most je izvedlo Wiecon Consulting Engineers & Architects. Zgrajen je bil v partnerstvu med italijanskim podjetjem Astaldi in turškim Gülermak Ağır Sanayi İnşaat ve Taahhüt A.Ş.
Gradnja se je začela 2. januarja 2009 in naj bi bila sprva končana v 600 dneh. Končno je bil dokončan 9. januarja 2013. Testne vožnje za novo podzemno železnico so se začele naslednji dan, most pa je začel obratovati 15. februarja 2014. Stroški gradnje so znašali 146,7 milijona evrov.
Zaradi zgodovinskega značaja okolice mostu je bil projekt večkrat predelan. Na primer, odkritje oboka iz bizantinskega obdobja na strani mostu Unkapanı/Küçükpazarı med izkopnimi deli za temelje opornika je zahtevalo preoblikovanje projekta. Revidirati je bilo treba tudi zasnovo poveljniške stavbe upravljavca mostu, ko so prišli na dan zidovi bizantinske bazilike in pokopališče na istem bregu.
Končna zasnova se poklanja pomorski dediščini mesta s podpornimi stolpi, oblikovanimi tako, da izgledajo kot rogovi, in podporami v obliki trupa za ploščadi.

## Arhitektura
Most ima skupno dolžino 936 m med Azapkapı (Beyoğlu) in Unkapanı/Küçükpazarı (Fatih) in razpon 460 m nad vodo. Najdaljši razpon med obema pilonoma je 180 m. Obdajajo ga viadukti na obeh straneh, ki povezujejo most s predori podzemne železnice na vsaki strani Zlatega roga. Devet kablov je povezanih na vsako stran obeh stolpov v obliki harfe, ki se začne na višini 47 m. Da bi utrdili mehko skalno podlago, je bilo s hidravličnim kladivom več kot 30 m globoko v zemljo zabitih na desetine pilotov iz jeklenih cevi s premeroma 1800 mm in 2500 mm, dobavljenih iz Evrope. Dva jeklena nosilna pilona sta visoka 65 m. Vsak sloni na skupno devetih pilotih, medtem ko so bile za stranske podpore zgrajene skupine štirih ali petih pilotov.
12,6 metra širok most nosi dva železniška tira med dvema 4,4 metra širokima pločnikoma na višini 13 m nad morsko gladino. Krov je 4,45 metra visok škatlast nosilec.
Ladjam omogoča prehod 120 metrov dolg nihajni most, pravzaprav konzolna konstrukcija, na strani Unkapanı/Küçükpazarıja. Ima 50- in 70-metrski razpon, ki leži na osrednjem stebru. Nihajni most, ki je upravljan iz sobe na ploščadi med mostom in obalo, se po dvigu obrne pod pravim kotom okrog navpične osi in v štirih do šestih minutah zagotovi okrog 40 metrov širok prostor za prehajanje. Nihajni most je v poletnem času odprt enkrat tedensko med 1.00 in 5.00 uro, v zimskih mesecih pa dvakrat tedensko v tem času.
Postaja s 180 metrov dolgim peronom, primernim za sprejem vlaka z 8 vagoni, je na sredini mostu. Razteza se čez celotno dolžino glavnega razpona in je pokrit z 90-metrskim nadstreškom. Podzemna proga čez most naj bi dnevno prepeljala okoli milijon potnikov.

## Polemika
Zasnova mostu metroja Zlati rog je bila sprva sporna. Zbornice arhitektov in urbanistov ter številni državljani so se pritoževali, da so bili načrti, ki jih je prvotno odobril UNESCO, spremenjeni brez dovoljenja. Zasnova naj bi poškodovala tudi zgodovinsko obzorje mesta. Vendar pa je zdaj, ko je podzemna železnica odprta, slišati manj pritožb, postaja Haliç in sprehajalne poti pa so olajšale komunikacijo med območji na obeh straneh mostu za ljudi brez avtomobilov.